# Virserum
Virserum is een plaats in de gemeente Hultsfred in het landschap Småland en de provincie Kalmar län in Zweden. De plaats heeft 1847 inwoners (2005) en een oppervlakte van 261 hectare.

## Verkeer en vervoer
Bij de plaats loopt de Riksväg 23.